# ТЕС Кастельноу
ТЕС Кастельноу (Castelnou) – теплова електростанція на півночі Іспанії. 
В 2006 році на майданчику станції ввели в дію парогазовий блок комбінованого циклу потужністю 760 МВт, в якому дві газові трубіни потужністю по 240 МВт живлять через відповідну кількість котлів-утилізаторів одну парову турбіну з показником 280 МВт. 
Як паливо станція використовує природний газ, який надходить до регіону по трубопроводу Тівісса – Аро – Бергара.
ТЕС Кастельноу обладнана системою сухого охолодження.